# Japan Super Series 2009
Die Japan Super Series 2009 waren das achte Turnier der BWF Super Series 2009 im Badminton. Es fand in Shibuya, Tokio vom 22. bis zum 27. September 2009 im Tokyo Metropolitan Gymnasium statt. Das Preisgeld betrug 200.000 US-Dollar.

## Sieger und Platzierte
| Disziplin    | Gold                                              | Silber                                      | Bronze                                  |
| ------------ | ------------------------------------------------- | ------------------------------------------- | --------------------------------------- |
| Herreneinzel | Bao Chunlai                                       | Taufik Hidayat                              | Simon Santoso                           |
| Herreneinzel | Bao Chunlai                                       | Taufik Hidayat                              | Nguyễn Tiến Minh                        |
| Dameneinzel  | Wang Yihan                                        | Wang Xin                                    | Wang Lin                                |
| Dameneinzel  | Wang Yihan                                        | Wang Xin                                    | Eriko Hirose                            |
| Herrendoppel | Markis Kido Hendra Setiawan                       | Yonathan Suryatama Dasuki Rian Sukmawan     | Alvent Yulianto Hendra Gunawan          |
| Herrendoppel | Markis Kido Hendra Setiawan                       | Yonathan Suryatama Dasuki Rian Sukmawan     | Howard Bach Tony Gunawan                |
| Damendoppel  | Ma Jin Wang Xiaoli                                | Miyuki Maeda Satoko Suetsuna                | Ha Jung-eun Kim Min-jung                |
| Damendoppel  | Ma Jin Wang Xiaoli                                | Miyuki Maeda Satoko Suetsuna                | Nitya Krishinda Maheswari Greysia Polii |
| Mixed        | Songphon Anugritayawon Kunchala Voravichitchaikul | Joachim Fischer Nielsen Christinna Pedersen | Nova Widianto Liliyana Natsir           |
| Mixed        | Songphon Anugritayawon Kunchala Voravichitchaikul | Joachim Fischer Nielsen Christinna Pedersen | Hendra Gunawan Vita Marissa             |

## Herreneinzel

### Setzliste
1. Lee Chong Wei
2. Chen Jin
3. Peter Gade
4. Taufik Hidayat
5. Sony Dwi Kuncoro
6. Park Sung-hwan
7. Joachim Persson
8. Nguyễn Tiến Minh

### Qualifikation
- Rei Sato –  Yuya Komatsuzaki: 21-16 / 17-21 / 21-8
- Achmad Rivai –  Riichi Takeshita: 21-15 / 21-15
- Shu Wada –  Michiharu Kido: 21-13 / 21-18
- Keigo Sonoda –  Shohei Hoshino: 21-18 / 15-21 / 21-12
- Takuma Ueda –  Wesley Caulkett: 21-9 / 21-16
- Mao Fujita –  Jeremy Liu: 21-7 / 21-8
- Achmad Rivai –  Shu Wada: 21-17 / 18-21 / 21-18
- Takuma Ueda –  Keigo Sonoda: 21-17 / 21-13

### Hauptrunde
- Lee Chong Wei –  Boonsak Ponsana: 21-9 / 21-15
- Simon Santoso –  Hsieh Yu-hsing: 21-18 / 21-6
- Sony Dwi Kuncoro –  Tanongsak Saensomboonsuk: 21-14 / 21-16
- Chen Long –  Achmad Rivai: 21-17 / 21-13
- Taufik Hidayat –  Chan Yan Kit: 21-9 / 21-18
- Andrew Smith –  Pei Wei Chung: 21-13 / 21-14
- Park Sung-hwan –  Wong Choong Hann: 16-21 / 21-13 / 21-12
- Kenichi Tago –  Ng Wei: 21-6 / 21-7
- Bao Chunlai –  Hong Ji-hoon: 23-21 / 21-16
- Son Wan-ho –  Joachim Persson: 21-13 / 21-13
- Kashyap Parupalli –  Takuma Ueda: 21-17 / 12-21 / 21-11
- Peter Gade –  Rajiv Ouseph: 21-12 / 21-16
- Sho Sasaki –  Kazushi Yamada: 21-12 / 21-15
- Nguyễn Tiến Minh –  Christian Lind Thomsen: 21-13 / 21-9
- Koichi Saeki –  Mao Fujita: 21-13 / 22-20
- Kazuteru Kozai –  Rei Sato: 21-17 / 21-14
- Simon Santoso –  Lee Chong Wei: 19-21 / 21-15 / 21-19
- Sony Dwi Kuncoro –  Chen Long: 21-19 / 15-21 / 21-14
- Taufik Hidayat –  Andrew Smith: 21-17 / 21-18
- Park Sung-hwan –  Kenichi Tago: 21-10 / 19-21 / 21-4
- Bao Chunlai –  Son Wan-ho: 21-19 / 7-21 / 21-17
- Peter Gade –  Kashyap Parupalli: 21-10 / 21-10
- Nguyễn Tiến Minh –  Sho Sasaki: 21-10 / 21-18
- Kazuteru Kozai –  Koichi Saeki: 21-15 / 21-15
- Simon Santoso –  Sony Dwi Kuncoro: 21-16 / 21-17
- Taufik Hidayat –  Park Sung-hwan: 12-21 / 28-26 / 21-15
- Bao Chunlai –  Peter Gade: 21-17 / 21-14
- Nguyễn Tiến Minh –  Kazuteru Kozai: 21-14 / 21-16
- Taufik Hidayat –  Simon Santoso: 13-21 / 21-12 / 21-18
- Bao Chunlai –  Nguyễn Tiến Minh: 21-15 / 21-16
- Bao Chunlai –  Taufik Hidayat: 21-15 / 21-12

### Endrunde
|  | Viertelfinale | Viertelfinale    | Viertelfinale    | Viertelfinale | Viertelfinale |                  |                | Halbfinale     | Halbfinale | Halbfinale | Halbfinale | Halbfinale |  |  | Finale | Finale | Finale | Finale | Finale |
|  |               |                  |                  |               |               |                  |                |                |            |            |            |            |  |  |        |        |        |        |        |
|  |               | Simon Santoso    | 21               | 21            |               |                  |                |                |            |            |            |            |  |  |        |        |        |        |        |
|  | 5             | Sony Dwi Kuncoro | 16               | 17            |               |                  |                |                |            |            |            |            |  |  |        |        |        |        |        |
|  | 5             | Sony Dwi Kuncoro | 16               | 17            |               | Simon Santoso    | 21             | 12             | 18         |            |            |            |  |  |        |        |        |        |        |
|  |               |                  |                  |               |               | Simon Santoso    | 21             | 12             | 18         |            |            |            |  |  |        |        |        |        |        |
|  |               | 4                | Taufik Hidayat   | 13            | 21            | 21               |                |                |            |            |            |            |  |  |        |        |        |        |        |
|  | 4             | 4                | Taufik Hidayat   | 13            | 21            | 21               | Taufik Hidayat | 12             | 28         | 21         |            |            |  |  |        |        |        |        |        |
|  | 4             |                  |                  |               |               |                  | Taufik Hidayat | 12             | 28         | 21         |            |            |  |  |        |        |        |        |        |
|  | 6             | Park Sung-hwan   | 21               | 26            | 15            |                  |                |                |            |            |            |            |  |  |        |        |        |        |        |
|  |               |                  |                  |               |               |                  | 4              | Taufik Hidayat | 15         | 12         |            |            |  |  |        |        |        |        |        |
|  |               |                  | Bao Chunlai      | 21            | 21            |                  |                |                |            |            |            |            |  |  |        |        |        |        |        |
|  |               | Bao Chunlai      | 21               | 21            |               |                  |                |                |            |            |            |            |  |  |        |        |        |        |        |
|  | 3             | Peter Gade       | 17               | 14            |               |                  |                |                |            |            |            |            |  |  |        |        |        |        |        |
|  | 3             | Peter Gade       | 17               | 14            |               | Bao Chunlai      | 21             | 21             |            |            |            |            |  |  |        |        |        |        |        |
|  |               |                  |                  |               |               | Bao Chunlai      | 21             | 21             |            |            |            |            |  |  |        |        |        |        |        |
|  |               | 8                | Nguyễn Tiến Minh | 15            | 16            |                  |                |                |            |            |            |            |  |  |        |        |        |        |        |
|  | 8             | 8                | Nguyễn Tiến Minh | 15            | 16            | Nguyễn Tiến Minh | 21             | 21             |            |            |            |            |  |  |        |        |        |        |        |
|  | 8             |                  |                  |               |               |                  | 21             | 21             |            |            |            |            |  |  |        |        |        |        |        |
|  | PFQ           | Kazuteru Kozai   | 14               | 16            |               |                  |                |                |            |            |            |            |  |  |        |        |        |        |        |

## Dameneinzel

### Setzliste
1. Zhou Mi
2. Wang Lin
3. Tine Rasmussen
4. Wang Yihan
5. Lu Lan
6. Xie Xingfang
7. Pi Hongyan
8. Saina Nehwal

### Qualifikation
- Cheng Shao-chieh –  Chen Jiayuan: 21-8 / 21-13
- Yui Hashimoto –  Chen Hsiao-huan: 21-17 / 21-12
- Bae Seung-hee –  Ako Onta: 12-21 / 21-15 / 21-8
- Misaki Matsutomo –  Jang Soo-young: 21-18 / 21-19
- Yuka Kusunose –  Hung Shih-chieh: 21-15 / 21-10
- Ayane Kurihara –  Shizuka Uchida: 20-22 / 21-12 / 21-15
- Wang Xin –  Cheng Wen-hsing: 21-6 / 21-12
- Cheng Shao-chieh –  Chang Hsin-yun: 21-7 / 21-12
- Bae Seung-hee –  Yui Hashimoto: 21-10 / 21-10
- Misaki Matsutomo –  Yuka Kusunose: 21-18 / 21-17
- Wang Xin –  Ayane Kurihara: 21-14 / 21-19

### Hauptrunde
- Adriyanti Firdasari –  Zhou Mi: 21-17 / 18-21 / 21-18
- Nicole Grether –  Megumi Taruno: 21-19 / 21-12
- Eriko Hirose –  Fu Mingtian: 21-17 / 21-17
- Wong Mew Choo –  Cheng Shao-chieh: 21-9 / 16-21 / 21-14
- Wang Yihan –  Ai Goto: 18-21 / 21-12 / 21-17
- Petya Nedelcheva –  Misaki Matsutomo: 21-16 / 7-21 / 21-16
- Kim Moon-hi –  Zhang Beiwen: 16-21 / 21-19 / 23-21
- Salakjit Ponsana –  Sayaka Sato: 21-15 / 21-16
- Mayu Sekiya –  Anu Nieminen: 21-14 / 14-5 ret.
- Jiang Yanjiao –  Saina Nehwal: 21-15 / 21-23 / 21-14
- Wang Xin –  Maria Kristin Yulianti: 21-14 / 21-17
- Tine Baun –  Juliane Schenk: 21-14 / 21-10
- Porntip Buranaprasertsuk –  Yip Pui Yin: 21-19 / 15-21 / 21-19
- Pi Hongyan –  Bae Seung-hee: 21-18 / 21-17
- Zhu Lin –  Kaori Imabeppu: 21-13 / 21-11
- Wang Lin –  Charmaine Reid: 21-15 / 21-8
- Nicole Grether –  Adriyanti Firdasari: 15-21 / 21-19 / 27-25
- Eriko Hirose –  Wong Mew Choo: 21-12 / 18-21 / 21-11
- Wang Yihan –  Petya Nedelcheva: 21-9 / 21-14
- Salakjit Ponsana –  Kim Moon-hi: 21-19 / 21-19
- Mayu Sekiya –  Jiang Yanjiao: 17-21 / 21-17 / 21-19
- Wang Xin –  Tine Baun: 15-21 / 21-15 / 21-14
- Pi Hongyan –  Porntip Buranaprasertsuk: 9-21 / 21-16 / 21-12
- Wang Lin –  Zhu Lin: 21-11 / 21-12
- Eriko Hirose –  Nicole Grether: 21-7 / 21-18
- Wang Yihan –  Salakjit Ponsana: 21-11 / 21-15
- Wang Xin –  Mayu Sekiya: 21-14 / 19-21 / 21-19
- Wang Lin –  Pi Hongyan: 21-9 / 21-12
- Wang Yihan –  Eriko Hirose: 18-21 / 21-12 / 21-9
- Wang Xin –  Wang Lin: 21-15 / 21-17
- Wang Yihan –  Wang Xin: 21-8 / 21-9

### Endrunde
|  | Viertelfinale | Viertelfinale    | Viertelfinale | Viertelfinale | Viertelfinale |              |            | Halbfinale | Halbfinale | Halbfinale | Halbfinale | Halbfinale |  |  | Finale | Finale | Finale | Finale | Finale |
|  |               |                  |               |               |               |              |            |            |            |            |            |            |  |  |        |        |        |        |        |
|  |               | Nicole Grether   | 7             | 18            |               |              |            |            |            |            |            |            |  |  |        |        |        |        |        |
|  | PFQ           | Eriko Hirose     | 21            | 21            |               |              |            |            |            |            |            |            |  |  |        |        |        |        |        |
|  | PFQ           | Eriko Hirose     | 21            | 21            | PFQ           | Eriko Hirose | 21         | 12         | 9          |            |            |            |  |  |        |        |        |        |        |
|  |               |                  |               |               |               | Eriko Hirose | 21         | 12         | 9          |            |            |            |  |  |        |        |        |        |        |
|  |               | 4                | Wang Yihan    | 18            | 21            | 21           |            |            |            |            |            |            |  |  |        |        |        |        |        |
|  | 4             | 4                | Wang Yihan    | 18            | 21            | 21           | Wang Yihan | 21         | 21         |            |            |            |  |  |        |        |        |        |        |
|  | 4             |                  |               |               |               |              | Wang Yihan | 21         | 21         |            |            |            |  |  |        |        |        |        |        |
|  |               | Salakjit Ponsana | 11            | 15            |               |              |            |            |            |            |            |            |  |  |        |        |        |        |        |
|  |               |                  |               |               |               |              | 4          | Wang Yihan | 21         | 21         |            |            |  |  |        |        |        |        |        |
|  |               | Q4               | Wang Xin      | 8             | 9             |              |            |            |            |            |            |            |  |  |        |        |        |        |        |
|  | PFQ           | Mayu Sekiya      | 14            | 21            | 19            |              |            |            |            |            |            |            |  |  |        |        |        |        |        |
|  | Q4            | Wang Xin         | 21            | 19            | 21            |              |            |            |            |            |            |            |  |  |        |        |        |        |        |
|  | Q4            | Wang Xin         | 21            | 19            | 21            | Q4           | Wang Xin   | 21         | 21         |            |            |            |  |  |        |        |        |        |        |
|  |               |                  |               |               |               | Q4           | Wang Xin   | 21         | 21         |            |            |            |  |  |        |        |        |        |        |
|  |               | 2                | Wang Lin      | 15            | 17            |              |            |            |            |            |            |            |  |  |        |        |        |        |        |
|  | 7             | 2                | Wang Lin      | 15            | 17            | Pi Hongyan   | 9          | 12         |            |            |            |            |  |  |        |        |        |        |        |
|  | 7             |                  |               |               |               |              | 9          | 12         |            |            |            |            |  |  |        |        |        |        |        |
|  | 2             | Wang Lin         | 21            | 21            |               |              |            |            |            |            |            |            |  |  |        |        |        |        |        |

## Herrendoppel

### Setzliste
1. Markis Kido / Hendra Setiawan
2. Koo Kien Keat / Tan Boon Heong
3. Jung Jae-sung / Lee Yong-dae
4. Mathias Boe / Carsten Mogensen
5. Cai Yun / Fu Haifeng
6. Lars Paaske / Jonas Rasmussen
7. Zakry Abdul Latif / Fairuzizuan Tazari
8. Alvent Yulianto / Hendra Gunawan

### Hauptrunde
- Markis Kido /  Hendra Setiawan –  Cho Gun-woo /  Yoo Yeon-seong: 21-17 / 23-25 / 21-16
- Halim Haryanto /  Flandy Limpele –  Tao Jiaming /  Sun Junjie: 14-21 / 21-11 / 21-15
- Hiroyuki Endo /  Shuichi Sakamoto –  Wesley Caulkett /  Tamiya Soshi: 21-9 / 21-8
- Hwang Ji-man /  Shin Baek-cheol –  Yuya Komatsuzaki /  Ryota Taohata: 21-14 / 21-16
- Mathias Boe /  Carsten Mogensen –  Takeshi Kamura /  Takuma Ueda: 21-11 / 21-17
- Luluk Hadiyanto /  Joko Riyadi –  Candra Wijaya /  Rendra Wijaya: 20-22 / 21-17 / 21-9
- Alvent Yulianto /  Hendra Gunawan –  Yoshiteru Hirobe /  Hajime Komiyama: 21-15 / 21-15
- Ko Sung-hyun /  Kwon Yi-goo –  Rupesh Kumar /  Sanave Thomas: 21-12 / 21-16
- Chai Biao /  Zhang Nan –  Chen Hung-ling /  Lin Yu-lang: 22-20 / 21-16
- Zakry Abdul Latif /  Fairuzizuan Tazari –  Songphon Anugritayawon /  Sudket Prapakamol: 21-18 / 22-24 / 21-16
- Mohammad Ahsan /  Bona Septano –  Rei Sato /  Shu Wada: 21-19 / 21-13
- Howard Bach /  Tony Gunawan –  Lars Paaske /  Jonas Rasmussen: 21-19 / 17-21 / 21-18
- Kenichi Hayakawa /  Kenta Kazuno –  Koo Kien Keat /  Tan Boon Heong: 21-16 / 22-20
- Yonathan Suryatama Dasuki /  Rian Sukmawan –  Jung Jae-sung /  Lee Yong-dae: w.o.
- Hirokatsu Hashimoto /  Noriyasu Hirata –  Maoni Hu He /  Jeremy Liu: w.o.
- Markis Kido /  Hendra Setiawan –  Halim Haryanto /  Flandy Limpele: 21-12 / 21-7
- Hwang Ji-man /  Shin Baek-cheol –  Hiroyuki Endo /  Shuichi Sakamoto: 21-14 / 18-21 / 21-17
- Mathias Boe /  Carsten Mogensen –  Luluk Hadiyanto /  Joko Riyadi: 21-14 / 22-20
- Alvent Yulianto /  Hendra Gunawan –  Ko Sung-hyun /  Kwon Yi-goo: 21-18 / 23-21
- Zakry Abdul Latif /  Fairuzizuan Tazari –  Chai Biao /  Zhang Nan: 21-15 / 21-12
- Yonathan Suryatama Dasuki /  Rian Sukmawan –  Mohammad Ahsan /  Bona Septano: 21-15 / 21-19
- Howard Bach /  Tony Gunawan –  Shohei Hoshino /  Akira Kobayashi: 21-14 / 21-15
- Hirokatsu Hashimoto /  Noriyasu Hirata –  Kenichi Hayakawa /  Kenta Kazuno: 21-16 / 18-21 / 23-21
- Markis Kido /  Hendra Setiawan –  Hwang Ji-man /  Shin Baek-cheol: 21-13 / 21-19
- Alvent Yulianto /  Hendra Gunawan –  Mathias Boe /  Carsten Mogensen: 21-19 / 12-21 / 21-16
- Yonathan Suryatama Dasuki /  Rian Sukmawan –  Zakry Abdul Latif /  Fairuzizuan Tazari: 25-23 / 16-21 / 21-10
- Howard Bach /  Tony Gunawan –  Hirokatsu Hashimoto /  Noriyasu Hirata: 22-20 / 18-21 / 21-9
- Markis Kido /  Hendra Setiawan –  Alvent Yulianto /  Hendra Gunawan: 21-17 / 21-15
- Yonathan Suryatama Dasuki /  Rian Sukmawan –  Howard Bach /  Tony Gunawan: 15-21 / 21-17 / 21-17
- Markis Kido /  Hendra Setiawan –  Yonathan Suryatama Dasuki /  Rian Sukmawan: 21-19 / 24-22

### Endrunde
|  | Viertelfinale | Viertelfinale                           | Viertelfinale                           | Viertelfinale | Viertelfinale               |                                         |    | Halbfinale                  | Halbfinale | Halbfinale | Halbfinale | Halbfinale |  |  | Finale | Finale | Finale | Finale | Finale |
|  |               |                                         |                                         |               |                             |                                         |    |                             |            |            |            |            |  |  |        |        |        |        |        |
|  | 1             | Markis Kido Hendra Setiawan             | 21                                      | 21            |                             |                                         |    |                             |            |            |            |            |  |  |        |        |        |        |        |
|  |               | Hwang Ji-man Shin Baek-cheol            | 13                                      | 19            |                             |                                         |    |                             |            |            |            |            |  |  |        |        |        |        |        |
|  | 1             | Hwang Ji-man Shin Baek-cheol            | 13                                      | 19            | Markis Kido Hendra Setiawan | 21                                      | 21 |                             |            |            |            |            |  |  |        |        |        |        |        |
|  | 1             |                                         |                                         |               |                             |                                         | 21 |                             |            |            |            |            |  |  |        |        |        |        |        |
|  |               | 8                                       | Alvent Yulianto Hendra Gunawan          | 17            | 15                          |                                         |    |                             |            |            |            |            |  |  |        |        |        |        |        |
|  | 4             | 8                                       | Alvent Yulianto Hendra Gunawan          | 17            | 15                          | Mathias Boe Carsten Mogensen            | 19 | 21                          | 16         |            |            |            |  |  |        |        |        |        |        |
|  | 4             |                                         |                                         |               |                             |                                         | 19 | 21                          | 16         |            |            |            |  |  |        |        |        |        |        |
|  | 8             | Alvent Yulianto Hendra Gunawan          | 21                                      | 12            | 21                          |                                         |    |                             |            |            |            |            |  |  |        |        |        |        |        |
|  |               |                                         |                                         |               |                             |                                         | 1  | Markis Kido Hendra Setiawan | 21         | 24         |            |            |  |  |        |        |        |        |        |
|  |               |                                         | Yonathan Suryatama Dasuki Rian Sukmawan | 19            | 22                          |                                         |    |                             |            |            |            |            |  |  |        |        |        |        |        |
|  | 7             | Zakry Abdul Latif Fairuzizuan Tazari    | 23                                      | 21            | 10                          |                                         |    |                             |            |            |            |            |  |  |        |        |        |        |        |
|  |               | Yonathan Suryatama Dasuki Rian Sukmawan | 25                                      | 16            | 21                          |                                         |    |                             |            |            |            |            |  |  |        |        |        |        |        |
|  |               | Yonathan Suryatama Dasuki Rian Sukmawan | 25                                      | 16            | 21                          | Yonathan Suryatama Dasuki Rian Sukmawan | 15 | 21                          | 21         |            |            |            |  |  |        |        |        |        |        |
|  |               |                                         |                                         |               |                             | Yonathan Suryatama Dasuki Rian Sukmawan | 15 | 21                          | 21         |            |            |            |  |  |        |        |        |        |        |
|  |               |                                         | Howard Bach Tony Gunawan                | 21            | 17                          | 17                                      |    |                             |            |            |            |            |  |  |        |        |        |        |        |
|  |               | Howard Bach Tony Gunawan                | Howard Bach Tony Gunawan                | 21            | 17                          | 17                                      | 22 | 18                          | 21         |            |            |            |  |  |        |        |        |        |        |
|  |               |                                         |                                         |               |                             |                                         | 22 | 18                          | 21         |            |            |            |  |  |        |        |        |        |        |
|  |               | Hirokatsu Hashimoto Noriyasu Hirata     | 20                                      | 21            | 9                           |                                         |    |                             |            |            |            |            |  |  |        |        |        |        |        |

## Damendoppel

### Setzliste
1. Chin Eei Hui / Wong Pei Tty
2. Ha Jung-eun / Kim Min-jung
3. Du Jing / Yu Yang
4. Shendy Puspa Irawati / Meiliana Jauhari
5. Ma Jin / Wang Xiaoli
6. Nitya Krishinda Maheswari / Greysia Polii
7. Miyuki Maeda / Satoko Suetsuna
8. Chen Hsiao-huan / Cheng Wen-hsing

### Hauptrunde
- Savitree Amitrapai /  Peeraya Munkitamorn –  Yuki Itagaki /  Yui Miyauchi: 21-18 / 21-23 / 21-14
- Ayane Kurihara /  Sayaka Sato –  Chang Hsin-yun /  Chou Chia-chi: 13-21 / 21-19 / 21-10
- Kanako Konishi /  Sayaka Takahashi –  Hung Shih-chieh /  Yang Chia-chen: 21-15 / 21-14
- Petya Nedelcheva /  Anastasia Russkikh –  Chang Ye-na /  Kim Min-seo: 21-16 / 21-14
- Mizuki Fujii /  Reika Kakiiwa –  Nicole Grether /  Charmaine Reid: 21-9 / 21-10
- Miyuki Maeda /  Satoko Suetsuna –  Jwala Gutta /  Ashwini Ponnappa: 21-15 / 19-21 / 21-18
- Shizuka Matsuo /  Mami Naito –  Shinta Mulia Sari /  Yao Lei: 21-13 / 24-22
- Duanganong Aroonkesorn /  Kunchala Voravichitchaikul –  Yuriko Miki /  Koharu Yonemoto: 21-14 / 21-19
- Misaki Matsutomo /  Ayaka Takahashi –  Liu Fan Frances /  Vanessa Neo Yu Yan: 21-14 / 10-21 / 21-17
- Chin Eei Hui /  Wong Pei Tty –  Savitree Amitrapai /  Peeraya Munkitamorn: 21-19 / 21-12
- Ma Jin /  Wang Xiaoli –  Ayane Kurihara /  Sayaka Sato: 21-9 / 21-13
- Nitya Krishinda Maheswari /  Greysia Polii –  Petya Nedelcheva /  Anastasia Russkikh: 21-15 / 18-21 / 21-15
- Miyuki Maeda /  Satoko Suetsuna –  Mizuki Fujii /  Reika Kakiiwa: 21-18 / 18-21 / 21-8
- Shendy Puspa Irawati /  Meiliana Jauhari –  Shizuka Matsuo /  Mami Naito: 17-21 / 21-14 / 21-13
- Chen Hsiao-huan /  Cheng Wen-hsing –  Duanganong Aroonkesorn /  Kunchala Voravichitchaikul: 14-21 / 21-12 / 21-14
- Ha Jung-eun /  Kim Min-jung –  Misaki Matsutomo /  Ayaka Takahashi: 21-18 / 21-10
- Kanako Konishi /  Sayaka Takahashi –  Du Jing /  Yu Yang: w.o.
- Ma Jin /  Wang Xiaoli –  Chin Eei Hui /  Wong Pei Tty: 21-19 / 21-12
- Nitya Krishinda Maheswari /  Greysia Polii –  Kanako Konishi /  Sayaka Takahashi: 21-10 / 21-17
- Miyuki Maeda /  Satoko Suetsuna –  Shendy Puspa Irawati /  Meiliana Jauhari: 21-19 / 21-10
- Ha Jung-eun /  Kim Min-jung –  Chen Hsiao-huan /  Cheng Wen-hsing: 21-15 / 21-18
- Ma Jin /  Wang Xiaoli –  Nitya Krishinda Maheswari /  Greysia Polii: 18-21 / 21-14 / 17-10 ret.
- Miyuki Maeda /  Satoko Suetsuna –  Ha Jung-eun /  Kim Min-jung: 19-21 / 21-18 / 21-14
- Ma Jin /  Wang Xiaoli –  Miyuki Maeda /  Satoko Suetsuna: 21-19 / 21-18

### Endrunde
|  | Viertelfinale | Viertelfinale                           | Viertelfinale                           | Viertelfinale | Viertelfinale |                              |                                 | Halbfinale         | Halbfinale | Halbfinale | Halbfinale | Halbfinale |  |  | Finale | Finale | Finale | Finale | Finale |
|  |               |                                         |                                         |               |               |                              |                                 |                    |            |            |            |            |  |  |        |        |        |        |        |
|  | 1             | Chin Eei Hui Wong Pei Tty               | 19                                      | 12            |               |                              |                                 |                    |            |            |            |            |  |  |        |        |        |        |        |
|  | 5             | Ma Jin Wang Xiaoli                      | 21                                      | 21            |               |                              |                                 |                    |            |            |            |            |  |  |        |        |        |        |        |
|  | 5             | Ma Jin Wang Xiaoli                      | 21                                      | 21            | 5             | Ma Jin Wang Xiaoli           | 18                              | 21                 | 17         |            |            |            |  |  |        |        |        |        |        |
|  |               |                                         |                                         |               |               | Ma Jin Wang Xiaoli           | 18                              | 21                 | 17         |            |            |            |  |  |        |        |        |        |        |
|  |               | 6                                       | Nitya Krishinda Maheswari Greysia Polii | 21            | 14            | 10r                          |                                 |                    |            |            |            |            |  |  |        |        |        |        |        |
|  |               | 6                                       | Nitya Krishinda Maheswari Greysia Polii | 21            | 14            | 10r                          | Kanako Konishi Sayaka Takahashi | 10                 | 17         |            |            |            |  |  |        |        |        |        |        |
|  |               |                                         |                                         |               |               |                              | Kanako Konishi Sayaka Takahashi | 10                 | 17         |            |            |            |  |  |        |        |        |        |        |
|  | 6             | Nitya Krishinda Maheswari Greysia Polii | 21                                      | 21            |               |                              |                                 |                    |            |            |            |            |  |  |        |        |        |        |        |
|  |               |                                         |                                         |               |               |                              | 5                               | Ma Jin Wang Xiaoli | 21         | 21         |            |            |  |  |        |        |        |        |        |
|  |               | 7                                       | Miyuki Maeda Satoko Suetsuna            | 19            | 18            |                              |                                 |                    |            |            |            |            |  |  |        |        |        |        |        |
|  | 7             | Miyuki Maeda Satoko Suetsuna            | 21                                      | 21            |               |                              |                                 |                    |            |            |            |            |  |  |        |        |        |        |        |
|  | 4             | Shendy Puspa Irawati Meiliana Jauhari   | 19                                      | 10            |               |                              |                                 |                    |            |            |            |            |  |  |        |        |        |        |        |
|  | 4             | Shendy Puspa Irawati Meiliana Jauhari   | 19                                      | 10            | 7             | Miyuki Maeda Satoko Suetsuna | 19                              | 21                 | 21         |            |            |            |  |  |        |        |        |        |        |
|  |               |                                         |                                         |               |               | Miyuki Maeda Satoko Suetsuna | 19                              | 21                 | 21         |            |            |            |  |  |        |        |        |        |        |
|  |               | 2                                       | Ha Jung-eun Kim Min-jung                | 21            | 18            | 14                           |                                 |                    |            |            |            |            |  |  |        |        |        |        |        |
|  | 8             | 2                                       | Ha Jung-eun Kim Min-jung                | 21            | 18            | 14                           | Chen Hsiao-huan Cheng Wen-hsing | 15                 | 18         |            |            |            |  |  |        |        |        |        |        |
|  | 8             |                                         |                                         |               |               |                              | Chen Hsiao-huan Cheng Wen-hsing | 15                 | 18         |            |            |            |  |  |        |        |        |        |        |
|  | 2             | Ha Jung-eun Kim Min-jung                | 21                                      | 21            |               |                              |                                 |                    |            |            |            |            |  |  |        |        |        |        |        |

## Mixed

### Setzliste
1. Lee Yong-dae / Lee Hyo-jung
2. Zheng Bo / Ma Jin
3. Nova Widianto / Liliyana Natsir
4. He Hanbin / Yu Yang
5. Thomas Laybourn / Kamilla Rytter Juhl
6. Joachim Fischer Nielsen / Christinna Pedersen
7. Valiyaveetil Diju / Jwala Gutta
8. Xie Zhongbo / Zhang Yawen

### Hauptrunde
- Devin Lahardi Fitriawan /  Lita Nurlita –  Yoo Yeon-seong /  Kim Min-jung: 21-12 / 21-14
- Joachim Fischer Nielsen /  Christinna Pedersen –  Halim Haryanto /  Grace Peng Yun: 21-14 / 21-11
- Shin Baek-cheol /  Chang Ye-na –  Shintaro Ikeda /  Reiko Shiota: 11-21 / 21-17 / 21-19
- Takeshi Kamura /  Koharu Yonemoto –  Hajime Komiyama /  Mami Naito: 21-12 / 12-21 / 21-5
- Sudket Prapakamol /  Saralee Thungthongkam –  Valiyaveetil Diju /  Jwala Gutta: 21-18 / 21-12
- Ko Sung-hyun /  Ha Jung-eun –  Noriyasu Hirata /  Miyuki Maeda: 21-18 / 21-10
- Kenichi Hayakawa /  Shizuka Matsuo –  Hirokatsu Hashimoto /  Mizuki Fujii: 21-17 / 21-17
- Candra Wijaya /  Anastasia Russkikh –  Lin Yu-lang /  Cheng Shao-chieh: 21-15 / 21-16
- Thomas Laybourn /  Kamilla Rytter Juhl –  Chen Hung-ling /  Chou Chia-chi: 21-13 / 17-21 / 21-15
- Hendra Gunawan /  Vita Marissa –  Ryota Taohata /  Ayaka Takahashi: 21-9 / 21-13
- Songphon Anugritayawon /  Kunchala Voravichitchaikul –  Xie Zhongbo /  Zhang Yawen: w.o.
- Kenta Kazuno /  Reika Kakiiwa –  Xu Chen /  Zhao Yunlei: w.o.
- Joachim Fischer Nielsen /  Christinna Pedersen –  Shin Baek-cheol /  Chang Ye-na: 21-17 / 21-16
- Nova Widianto /  Liliyana Natsir –  Takeshi Kamura /  Koharu Yonemoto: 21-7 / 21-8
- Ko Sung-hyun /  Ha Jung-eun –  Sudket Prapakamol /  Saralee Thungthongkam: 19-21 / 21-10 / 21-18
- Songphon Anugritayawon /  Kunchala Voravichitchaikul –  Kenichi Hayakawa /  Shizuka Matsuo: 20-22 / 21-8 / 21-16
- Thomas Laybourn /  Kamilla Rytter Juhl –  Candra Wijaya /  Anastasia Russkikh: 21-13 / 21-23 / 21-13
- Hendra Gunawan /  Vita Marissa –  Zheng Bo /  Ma Jin: 11-21 / 21-9 / 21-17
- Devin Lahardi Fitriawan /  Lita Nurlita –  Lee Yong-dae /  Lee Hyo-jung: w.o.
- Kenta Kazuno /  Reika Kakiiwa –  He Hanbin /  Yu Yang: w.o.
- Joachim Fischer Nielsen /  Christinna Pedersen –  Devin Lahardi Fitriawan /  Lita Nurlita: 19-21 / 21-9 / 21-9
- Nova Widianto /  Liliyana Natsir –  Ko Sung-hyun /  Ha Jung-eun: 17-21 / 21-7 / 21-14
- Songphon Anugritayawon /  Kunchala Voravichitchaikul –  Kenta Kazuno /  Reika Kakiiwa: 21-9 / 21-9
- Hendra Gunawan /  Vita Marissa –  Thomas Laybourn /  Kamilla Rytter Juhl: 21-18 / 21-17
- Joachim Fischer Nielsen /  Christinna Pedersen –  Nova Widianto /  Liliyana Natsir: 21-18 / 21-12
- Songphon Anugritayawon /  Kunchala Voravichitchaikul –  Hendra Gunawan /  Vita Marissa: 21-18 / 21-16
- Songphon Anugritayawon /  Kunchala Voravichitchaikul –  Joachim Fischer Nielsen /  Christinna Pedersen: 13-21 / 21-16 / 22-20

### Endrunde
|  | Viertelfinale | Viertelfinale                                     | Viertelfinale                                     | Viertelfinale | Viertelfinale                                     |                               |                                             | Halbfinale                                  | Halbfinale | Halbfinale | Halbfinale | Halbfinale |  |  | Finale | Finale | Finale | Finale | Finale |
|  |               |                                                   |                                                   |               |                                                   |                               |                                             |                                             |            |            |            |            |  |  |        |        |        |        |        |
|  |               | Devin Lahardi Fitriawan Lita Nurlita              | 21                                                | 9             | 9                                                 |                               |                                             |                                             |            |            |            |            |  |  |        |        |        |        |        |
|  | 6             | Joachim Fischer Nielsen Christinna Pedersen       | 19                                                | 21            | 21                                                |                               |                                             |                                             |            |            |            |            |  |  |        |        |        |        |        |
|  | 6             | Joachim Fischer Nielsen Christinna Pedersen       | 19                                                | 21            | 21                                                | 6                             | Joachim Fischer Nielsen Christinna Pedersen | 21                                          | 21         |            |            |            |  |  |        |        |        |        |        |
|  |               |                                                   |                                                   |               |                                                   | 6                             | Joachim Fischer Nielsen Christinna Pedersen | 21                                          | 21         |            |            |            |  |  |        |        |        |        |        |
|  |               | 3                                                 | Nova Widianto Liliyana Natsir                     | 18            | 12                                                |                               |                                             |                                             |            |            |            |            |  |  |        |        |        |        |        |
|  | 3             | 3                                                 | Nova Widianto Liliyana Natsir                     | 18            | 12                                                | Nova Widianto Liliyana Natsir | 17                                          | 21                                          | 21         |            |            |            |  |  |        |        |        |        |        |
|  | 3             |                                                   |                                                   |               |                                                   |                               | 17                                          | 21                                          | 21         |            |            |            |  |  |        |        |        |        |        |
|  |               | Ko Sung-hyun Ha Jung-eun                          | 21                                                | 7             | 14                                                |                               |                                             |                                             |            |            |            |            |  |  |        |        |        |        |        |
|  |               |                                                   |                                                   |               |                                                   |                               | 6                                           | Joachim Fischer Nielsen Christinna Pedersen | 21         | 16         | 20         |            |  |  |        |        |        |        |        |
|  |               |                                                   | Songphon Anugritayawon Kunchala Voravichitchaikul | 13            | 21                                                | 22                            |                                             |                                             |            |            |            |            |  |  |        |        |        |        |        |
|  |               | Songphon Anugritayawon Kunchala Voravichitchaikul | 21                                                | 21            |                                                   |                               |                                             |                                             |            |            |            |            |  |  |        |        |        |        |        |
|  |               | Kenta Kazuno Reika Kakiiwa                        | 9                                                 | 9             |                                                   |                               |                                             |                                             |            |            |            |            |  |  |        |        |        |        |        |
|  |               | Kenta Kazuno Reika Kakiiwa                        | 9                                                 | 9             | Songphon Anugritayawon Kunchala Voravichitchaikul | 21                            | 21                                          |                                             |            |            |            |            |  |  |        |        |        |        |        |
|  |               |                                                   |                                                   |               |                                                   | 21                            | 21                                          |                                             |            |            |            |            |  |  |        |        |        |        |        |
|  |               |                                                   | Hendra Gunawan Vita Marissa                       | 18            | 16                                                |                               |                                             |                                             |            |            |            |            |  |  |        |        |        |        |        |
|  | 8             | Thomas Laybourn Kamilla Rytter Juhl               | Hendra Gunawan Vita Marissa                       | 18            | 16                                                | 18                            | 17                                          |                                             |            |            |            |            |  |  |        |        |        |        |        |
|  | 8             | Thomas Laybourn Kamilla Rytter Juhl               |                                                   |               |                                                   |                               |                                             |                                             |            |            |            |            |  |  |        |        |        |        |        |
|  |               | Hendra Gunawan Vita Marissa                       | 21                                                | 21            |                                                   |                               |                                             |                                             |            |            |            |            |  |  |        |        |        |        |        |